# David Meunier
David Meunier, född Miller, den 5 februari 1973 i Woodburn i Oregon, är en amerikansk-luxemburgsk skådespelare.

## Biografi
Meunier föddes i Woodburn i Oregon. Han blev under sin skoltid rollbesatt som Nathan Detroit i en skolproduktion av Guys and Dolls, och blev i samband med det intresserad av att fortsätta med skådespeleri. Meunier flyttade senare till Kalifornien för att gå på college; han gick också i skolan i Frankrike.

## Karriär
Meunier spelade rollen som Johnny Crowder i TV-serien Justified och har även haft roller i andra TV-serier som Revolution och Jericho. Han har även synts till i filmerna The Equalizer från 2014, och Pirates of the Caribbean: Vid världens ände från 2007. Han spelar rollen som löjtnant Greitzer i den sistnämnda filmen.

## Privatliv
Meunier är gift med skådespelaren Faline England.

## Filmografi (i urval)

### Filmer
- 2007 – Pirates of the Caribbean: Vid världens ände
- 2008 – The Incredible Hulk
- 2014 – The Equalizer

### TV-serier
- 2000 – Angel (TV-serie)
- 2001 – Buffy och vampyrerna (TV-serie)
- 2002 – CSI: Crime Scene Investigation (TV-serie) (även 2008)
- 2004 – Monk (TV-serie)
- 2006 – Förhäxad (TV-serie)
- 2006 – The Unit (TV-serie)
- 2006–2008 – Jericho (TV-serie)
- 2007 – Brottskod: Försvunnen (TV-serie)
- 2008 – In Plain Sight (TV-serie)
- 2009 – Castle (TV-serie)
- 2009 – Saving Grace (TV-serie)
- 2010 – Criminal Minds (TV-serie)
- 2010 – Human Target (TV-serie)
- 2010 – Leverage (TV-serie)
- 2010 – Bones (TV-serie)
- 2010 – Law & Order: LA (TV-serie)
- 2010–2014 – Justified (TV-serie)
- 2011 – The Mentalist (TV-serie)
- 2011 – Prime Suspect (TV-serie)
- 2011 – CSI: Miami (TV-serie)
- 2012 – Nikita (TV-serie)
- 2012 – Revolution (TV-serie)
- 2013 – Burn Notice (TV-serie)
- 2013 – Scandal (TV-serie)
- 2013 – The Bridge (TV-serie)
- 2014 – Legends (TV-serie)
- 2015 – Aquarius (TV-serie)
- 2016 – Damien (TV-serie)
- 2016–2017 – Arrow (TV-serie)
- 2018 – NCIS: Los Angeles (TV-serie)
- 2018 – Hawaii Five-0 (TV-serie)
- 2018–2019 – Mom (TV-serie)
- 2019 – S.W.A.T. (TV-serie)
- 2019 – The Blacklist (TV-serie)
- 2020 – Bosch (TV-serie)
- 2020 – Helstrom (TV-serie)
- 2021 – Big Sky (TV-serie)
- 2022 – The Rookie (TV-serie)

### Videospel
- 2011 – L.A. Noire (röst)